# Force Aérienne du Congo
La Force Aérienne du Congo (in lingua inglese Air Force of the Democratic Republic of the Congo) è l'attuale aeronautica militare della Repubblica Democratica del Congo.
Dal 1971 fino al 1997 l'aeronautica militare della RD del Congo era conosciuta come Force Aérienne Zairoise (l'aeronautica militare dello Zaire).

## Aeromobili in uso
Sezione aggiornata annualmente in base al World Air Force di Flightglobal del corrente anno. Tale dossier non contempla UAV, aerei da trasporto VIP ed eventuali incidenti accorsi durante l'anno della sua pubblicazione. Modifiche giornaliere o mensili che potrebbero portare a discordanze nel tipo di modelli in servizio e nel loro numero rispetto a WAF, vengono apportate in base a siti specializzati, periodici mensili e bimestrali. Tali modifiche vengono apportate onde rendere quanto più aggiornata la tabella.
| Aeromobile                       | Origine        | Tipo                                           | Versione (denominazione locale) | In servizio (2024) | Note | Immagine |
| Aerei da combattimento           |                |                                                |                                 |                    | |          |
| Mikoyan-Gurevich MiG-23 Flogger  | Russia         | caccia intercettoreconversione operativa       | MiG-23MSMiG-23UB                | 1                  | 1 monoposto MiG-23MS ed 1 biposto MiG-23UB consegnati.                                                                  |          |
| Sukhoi Su-25 Frogfoot            | Russia         | aereo da attacco al suoloconversione operativa | Su-25TKSu-25UB                  | 6                  | 10 tra monoposto Su-25TK e biposto Su-25UB consegnati.                                                                  |          |
| Paramount Mwari                  | Sudafrica      | aereo da ricognizione COIN                     | Mwari                           | 0                  | 6 Mwari ordinati il 13 settembre 2023.                                                                                  |          |
| Aerei da trasporto               |                |                                                |                                 |                    | |          |
| Antonov An-12 Cub                | Ucraina        | aereo da trasporto                             | An-12VR                         | 1                  | 3 An-12VR consegnati.                                                                                                   |          |
| Antonov An-26 Curl               | Ucraina        | Aereo da trasporto                             | An-26                           | 2                  | 3 An-26 consegnati. 2 aerei in servizio al gennaio 2019, in quanto un esemplare è andato distrutto il 24 dicembre 2018. |          |
| Antonov An-72 Coaler             | Ucraina        | aereo da trasporto                             | An-72                           | 1                  | |          |
| Boeing 727                       | Stati Uniti    | Aereo da trasporto                             | B 727-22C                       | 1                  | 1 Boeing 727-22C consegnato.                                                                                            |          |
| Ilyushin Il-76 Candid            | Russia         | aereo da trasporto                             | Il-76                           | 1                  | |          |
| Boeing 737                       | Stati Uniti    | Aereo da trasporto                             | B 737-229C                      | 2                  | |          |
| Aerei da addestramento           |                |                                                |                                 |                    | |          |
| SIAI-Marchetti SF-260            | Italia         | aereo da addestramento                         | SF-260MZSF-260MC                | 5                  | 21 tra SF-260MZ e SF-260MC consegnati.                                                                                  |          |
| Reims FRA150 Aerobat             | Francia        | aereo da addestramento                         | FRA150M                         | ?                  | 12 FRA150M consegnati, non si conosce quanto ne siano in organico all'ottobre 2018.                                     |          |
| Elicotteri                       |                |                                                |                                 |                    | |          |
| Mil Mi-2 Hoplite                 | Russia Polonia | elicottero leggero                             | Mi-2                            | 2                  | |          |
| Mil Mi-8 Hip                     | Russia         | elicottero multiruolo                          | Mi-8Mi-17                       | 6                  | 35 tra Mi-8 e Mi-17 consegnati.                                                                                         |          |
| Mil-24 Hind                      | Russia         | elicottero d'attacco                           | Mi-24VMi-35                     | 7                  | 10 tra Mi-24V e Mi-35 consegnati. Un Mi-24V è precipitato dopo il decollo il 30 ottobre 2024.                           |          |
| Mil Mi-26 Halo                   | Russia         | elicottero pesante da trasporto                | Mi-26                           | 1                  | |          |
| Sud-Aviation SA 318 Alouette III | Francia        | elicottero utility                             | SA 318                          | 2                  | 7 SA 318 consegnati. |          |
| Aérospatiale SA 330 Puma         | Francia        | elicottero da trasporto                        | SA 330CSA 330L                  | 10                 | 14 tra SA 330C e SA 330L consegnati.                                                                                    |          |
| Mil Mi-2 Hoplite                 | Russia Polonia | elicottero leggero                             | Mi-2                            | 2                  | |          |
| Aérospatiale SA 341 Gazelle      | Francia        | elicottero utility                             | SA 342                          | 3                  | |          |
| Bell 206                         | Stati Uniti    | elicottero utility                             | Bell 206                        | 2                  | |          |

## Aeromobili ritirati
- Ilyushin-76 Candid
- Douglas DC-8-55[8]